# Panzer VIII Maus
Panzer VIII Miš je bio njemački projekt izgradnje superteškog tenka tijekom drugog svjetskog rata

## Nastanak
Prvi zahtjev za proizvodnju njemačkog superteškog tenka se javlja 1941. godine. Taj prvobitni projekt imena Panzer VII je bio obustavljen u srpnju 1942. godine. Dva mjeseca prije obustave ovog projekta Hitler je izdao uredbu za gradnju novog "neuništivog" tenka teškog najmanje 120 tona. Novi projekt koji nastaje na osnovi ovog naređenja dobiva ima Panzer VIII Miš. 
Prezentacije drvenog modela od strane Hitlera je dočekana s oduševljenjem u svibnju 1943. tako da je projekt dobio zeleno svjetlo za početak proizvodnje. To početno oduševljenje je kasnije splasnulo kada se pojavio prvi cjenik izgradnje ovog tenka. Hitlerovo naređenje iz svibnja 1943. za proizvodnju 150 primjeraka ovog tenka je bilo opozvano samo 5 mjeseci kasnije. To ipak kompaniju Krupp nije spriječilo nastaviti s njegovim razvojem i izgradnjom prototipa.

## Oprema
Kada se govori o ovom tenku prvo pitanje koje se može postaviti je li on u stvarnosti tenk ili jedva pomična utvrda. Značaj njegove težine od 188 tona je bio da se on nije mogao kretati brže od 20 km na sat. Tako "visoku" brzinu ovaj tenk je mogao postići samo u strogo kontroliranim uvjetima. Kako je njegova težina značila da neće moći preći preko većine mostova u Njemačkoj, dizajniran je sa sustavom za vožnju po dnu rijeka.
Prednji oklop ovog tenka je iznosi 200 mm i u sebi nosio krivicu za njegovu težinu. U kupoli su se nalazila dva topa različita kalibra. Veći top je imao kalibar od 128 mm s mogućnošću uništavanja svih protivnika na udaljenosti od 4 km. Kalibar manjeg topa je iznosio "samo" 75 mm. 
Tijekom rata su bila napravljena dva prototipa ovog tenka koji su kad je Crvena armija zauzela tvornicu, pali u ruke Sovjetskom Savezu koji će ranih pedesetih godina izvršiti njihovo testiranje radi utvrđivanja korisnosti ovog modela.
S ovim tenkom završava povijest tenkova nacističke Njemačke koja počinje malenim Panzer I i preko Panzer IV dolazi do ovog prevelikog i nepotrebnog čudovišta.

## Danas
Danas postoji samo jedan preživjeli primjerak ovog tenka, a i on je rekonstruiran od ostataka. Taj primjerak se nalazi u muzeju tenkova Kubinka blizu Moskve u Rusiji.